# Ataque en la bahía de Sebastopol de 2023
El ataque en la bahía de Sebastopol se realizó el 22 de septiembre de 2023, cuando los misiles de crucero ucranianos Storm Shadow penetraron las defensas aéreas rusas y atacaron el cuartel general de la Flota del Mar Negro en la ocupada Sebastopol, Crimea. El ataque fue parte de la actual invasión rusa de Ucrania, y Kyrylo Budánov, jefe de la Dirección Principal de Inteligencia (HUR), lo denominó Operación Trampa para Cangrejos.

## Antecedentes
A partir de julio de 2022, se produjeron una serie de explosiones e incendios en la península de Crimea ocupada por Rusia, desde donde el ejército ruso había lanzado su campaña en las regiones meridionales ucranianas durante la agresión militar contra Kiev. Ocupada desde 2014, Crimea fue una base para la posterior ocupación rusa del Óblast de Jersón y la ocupación rusa del Óblast de Zaporiyia. El gobierno ucraniano no ha aceptado la responsabilidad de todos los ataques, aunque más tarde sí se atribuyó la responsabilidad del ataque al cuartel general naval.
El 23 de agosto, HUR publicó un vídeo de un sistema ruso de misiles tierra-aire S-400 en Olenivka, Crimea, 120 km al sur de Jersón, siendo alcanzado por misiles ucranianos, lo que provocó su destrucción total y la muerte de varios militares rusos. La pérdida del sistema S-400 depreció enormemente la capacidad de Rusia para contrarrestar los ataques con misiles ucranianos en Crimea..

## Ataque
Al mediodía del 22 de septiembre de 2023, al menos dos o tres misiles de crucero Storm Shadow, suministrados por el Reino Unido, impactaron el cuartel general de la flota rusa del Mar Negro. El evento fue filmado y ampliamente compartido en las redes sociales, y confirmado por el gobernador instalado de Rusia, Mijaíl Razvozhayev. La agencia de medios estatal rusa TASS informó que el ataque con misiles ucraniano consistió en seis misiles y que la defensa aérea rusa derribó cinco de ellos, pero uno pudo alcanzar el cuartel general. Los informes sobre los daños varían: según los funcionarios locales, los daños fueron mínimos, pero según muchos medios de comunicación occidentales, el ataque fue un golpe «severo» para Rusia, y The Sun lo calificó de «blitz ardiente».
Fuentes rusas informaron que sólo un soldado estaba desaparecido y nadie resultó herido. Pero en una entrevista con Voice of America, el jefe de la Dirección Principal de Inteligencia del Ministerio de Defensa de Ucrania, Kyrylo Budánov, informó que el ataque mató a «al menos nueve personas» y que dieciséis resultaron heridas, incluidos oficiales de alto rango. También informó que «entre los heridos se encuentra el comandante del grupo, el coronel general Alexander Romanchuk, en estado muy grave. El jefe de Estado Mayor, el teniente general Oleg Tsekov, está inconsciente. Aún se está determinando el número de militares eventuales que no son empleados del cuartel general». También circularon informes en línea de que el comandante general, el almirante Víktor Sokolov murió en el ataque, pero tales afirmaciones fueron negadas por el gobierno ruso, que mostró imágenes de video de Sokolov sano y salvo, aunque se desconoce la hora y fecha en que se filmó el video.
Cuando al día siguiente circularon vídeos del ataque en las redes sociales rusas, TASS aumentó el número de heridos a seis, pero reiteró que nadie murió y que la situación estaba bajo control. Razvozhayev informó que el incendio que arrasaba el cuartel general fue contenido el 23 de septiembre.
El asesor presidencial ucraniano, Myjailo Podolyak, afirmó que los ataques continuarán hasta que Crimea sea «desmilitarizada y liberada», mientras que el secretario del Consejo de Defensa y Seguridad Nacional de Ucrania, Oleksii Danilov, afirmó que había dos opciones para el futuro de la flota rusa del Mar Negro: «autoneutralización» voluntaria o forzada.
Las autoridades instaladas por Rusia informaron que otro ataque fue frustrado cerca de Bajchisarái y que Internet en Crimea estaba bajo un «ciberataque sin precedentes».
Otro ataque se produciría en Sebastopol en menos de 24 horas desde el primero. Esta vez apuntando a los astilleros de la ciudad, concretamente a la 13.ª Planta de Reparación de Barcos.